# El Señor de Bembibre
El Señor de Bembibre es una novela histórica del escritor español Enrique Gil y Carrasco, publicada en 1844. Estudiada en algunas universidades españolas, se ha valorado su incidencia en la historia de la literatura española del Romanticismo como precursora de los ciclos de novela histórica.

## Ediciones
De la obra El señor de Bembibre, con primera edición en Madrid, 1844, se han hecho numerosas ediciones posteriores, en distintos modos y formatos, incluso en publicación de las Obras completas de Enrique Gil y Carrasco, siendo una de las últimas la que la editorial Bierzo Paradiso inicia en el año 2014, unas obras que se complementan con  estudios y trabajos realizados por estudiosos sobre su obra, en formato físico y digital.
En el 2015, con motivo del bicentenario de su nacimiento, se completa la edición de las obras de Gil y Carrasco, teniendo lugar en Villafranca del Bierzo, villa natal del autor, la apertura del Congreso Internacional: Enrique Gil y el Romanticismo, en el transcurso del cual se celebra un acto de colocación de su nombre al Teatro Villafranquino, al que estuvo ligado en su fundación.